# Christiane Félip Vidal
Christiane Félip Vidal (Bédarieux, Francia, 1950 ) es una escritora francesa afincada en Perú.
Nació en 1950 en Bédarieux, en el sur de Francia, de padre español y madre francesa. Cursó estudios de lengua española en las universidades de  Estrasburgo y Montpellier.
Aunque su lengua materna es el francés, su lengua literaria y en la que escribe es el español. En cuanto a géneros su obra incluye tanto novelas como antologías de relatos cortos, y compagina la escritura con la traducción literaria.

## Principales obras
- Descuentos (Editorial Matalamanga, 2004).[5]
- Soltando gallos (Editorial Matalamanga, 2008).[5]
- El silencio de la estrella (Editorial Campodónico, 2009) (‘’Le silence de l'étoile’’, Éditions L’Harmattan, 2015).[5]
- El canto de los ahogados (Editorial Borrador, 2012).[5]
- Basta, 100 mujeres contra la violencia de género (Editorial  Estruendomudo, 2012), coautora con Cucha del Águila.[5]
- La flor artificial (Cocodrilo Editores, 2016), coautora con Sophie Canal.[6]
- Los espejos opacos (Planeta, 2018).[7]